# UBAC2
UBAC2 (англ. UBA domain containing 2) – білок, який кодується однойменним геном, розташованим у людей на 13-й хромосомі. Довжина поліпептидного ланцюга білка становить 344 амінокислот, а молекулярна маса — 38 964.
| 10         |  | 20         |  | 30         |  | 40         |  | 50         |
| ---------- |  | ---------- |  | ---------- |  | ---------- |  | ---------- |
| MFTSTGSSGL |  | YKAPLSKSLL |  | LVPSALSLLL |  | ALLLPHCQKL |  | FVYDLHAVKN |
| DFQIWRLICG |  | RIICLDLKDT |  | FCSSLLIYNF |  | RIFERRYGSR |  | KFASFLLGSW |
| VLSALFDFLL |  | IEAMQYFFGI |  | TAASNLPSGF |  | LAPVFALFVP |  | FYCSIPRVQV |
| AQILGPLSIT |  | NKTLIYILGL |  | QLFTSGSYIW |  | IVAISGLMSG |  | LCYDSKMFQV |
| HQVLCIPSWM |  | AKFFSWTLEP |  | IFSSSEPTSE |  | ARIGMGATLD |  | IQRQQRMELL |
| DRQLMFSQFA |  | QGRRQRQQQG |  | GMINWNRLFP |  | PLRQRQNVNY |  | QGGRQSEPAA |
| PPLEVSEEQV |  | ARLMEMGFSR |  | GDALEALRAS |  | NNDLNVATNF |  | LLQH       |

A: Аланін

C: Цистеїн

D: Аспарагінова кислота

E: Глутамінова кислота

F: Фенілаланін

G: Гліцин

H: Гістидин

I: Ізолейцин

K: Лізин

L: Лейцин

M: Метіонін

N: Аспарагін

P: Пролін

Q: Глутамін

R: Аргінін

S: Серин

T: Треонін

V: Валін

W: Триптофан

Задіяний у такому біологічному процесі, як альтернативний сплайсинг. 
Локалізований у мембрані, ендоплазматичному ретикулумі.